# The Big Broadcast of 1938
The Big Broadcast of 1938 è un film del 1938 diretto da Mitchell Leisen.